# Fonotipia Records
Fonotipia Records або Dischi Fonotipia — італійський лейбл грамофонного, запису, заснований у 1904 році, що спеціалізувався на записах провідних оперних співаків та деяких інших виконавців. Fonotipia продовжувала працювати в епоху електрозапису, яка почалася в 1925–26 роках, до того часу компанія була поглинена Odeon Records. Записи, зроблені Fonotipia, цінуються колекціонерами та музикознавцями за їхню високу технічну якість, а також за високу художню цінність і цікавість більшої частини того, що було зафіксовано для нащадків.
Каталоги Fonotipia були реконструйовані, наскільки це було можливо, дискофілами Дж. Р. Беннетом і Джеймсом Деннісом у 1953 році та опубліковані обмеженим накладом. Через 50 років повна дискографія з точними датами сесій запису була складена та оприлюднена для громадськості після повторного відкриття ключових документів компанії. Fonotipia не слід плутати з звукозаписним лейблом Phonotype, який діяв у той же час.
Серед співаків, які записували для Fonotipia, були такі:
Айно Акте, Паскуале Амато, Тереза Аркель, Джузеппе Де Лука, Еммі Дестінн, Адамо Дідур, Марія Джеріца, Ян Кепура, Джакомо Лаурі-Вольпі, Фелія Літвінне, Лілі Понс, а також Соломія Крущельницька, у виконанні якої відомо 15 записів оперних арій, записаних на цьому лейблі . 
Близько 700 записів Fonotipia були оцифровані Національною бібліотекою Франції та розміщені в її цифровій бібліотеці Gallica 